# حديقة الحقيقة

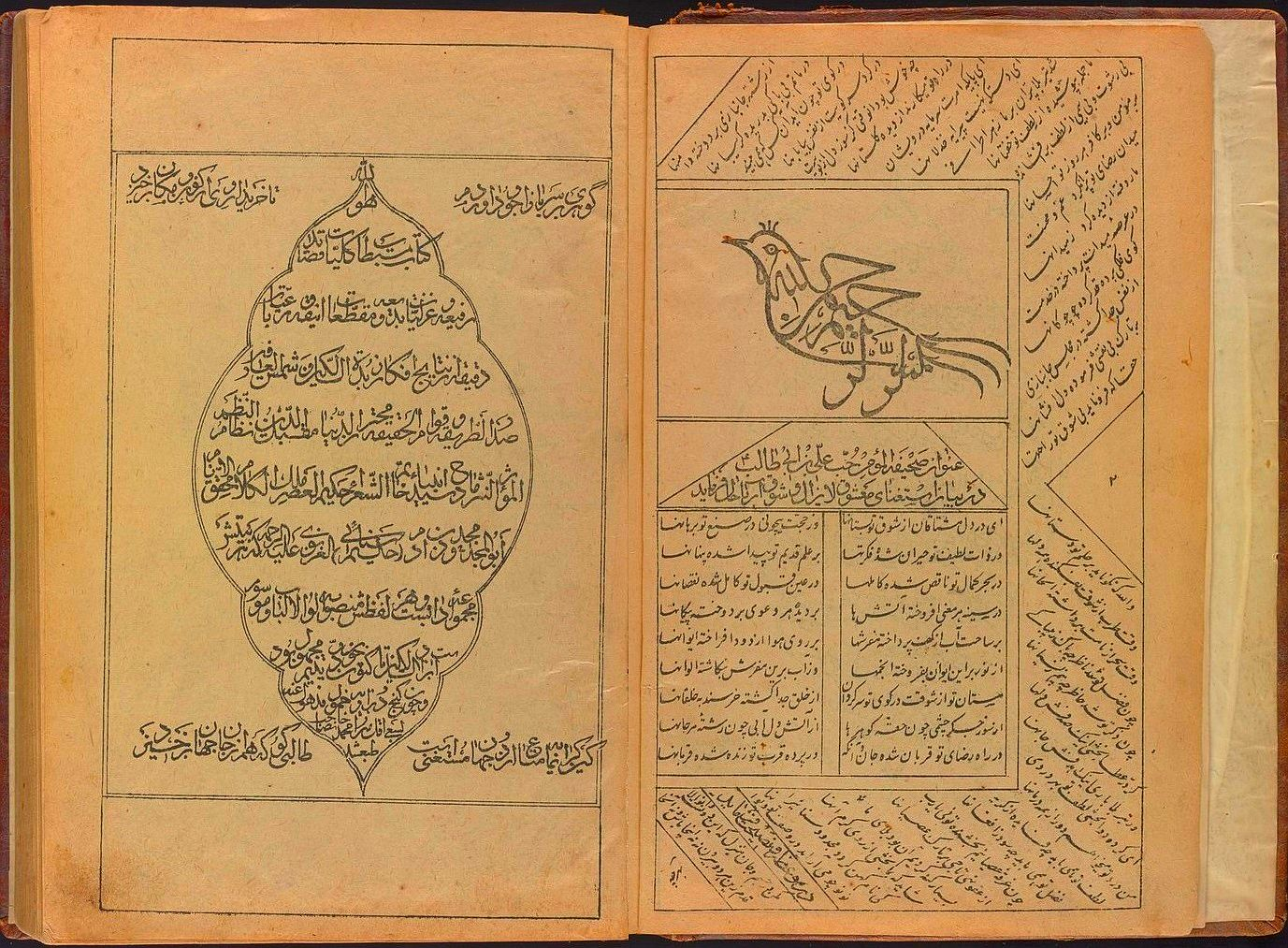
مخطوطة من كتاب حديقة الحقيقة للسنائي

حديقة الحقيقة وشريعة الطريقة (بالفارسية: حَدیقةالحَقیقه وشریعةالطریقه) أول منظومة صوفية في الأدب الفارسي وأولى قصائد الأدب المثنوي. بدأ في نظمها السنائي عام 524 هـ وانتهى عام 525 هـ. أهداها إلى بهرام شاه أحد سلاطين الدولة الغزنوية، وهي عبارة عن عشرة ألاف بيتٍ مقسمة إلى عشرة فصول تتبع بحر الخفيف. تدور موضوعاتها حول مدح الله والنبي وعائلته والصحابة والفكر والمعرفة والحكمة والمحبة. تعد هذه المنظومة بوابة تأليف القصائد في تاريخ التصوف، وأساسًا لمنظومات أكثر شهرةً منها كمنظومات فريد الدين العطار وكتاب المثنوي لجلال الدين الرومي.

## جهود في نقل ودراسة المنظومة
- ترجم إلميجور ستفينسن فصلاً واحدًا من المنظومة ونشره عام 1910.
- حديقة الحقيقة وشريعة الطريقة، ترجمها إلى العربية ونقلها وشرحها إبراهيم الدسوقي شتا عام 1993.

## انظر ايضًا
- المثنوي المعنوي.
- منطق الطير.